# Rannachbach (Rötschbach, Semriach)
Der Rannachbach, im Oberlauf auch Augrabenbach genannt, ist ein fast 2,9 Kilometer langer Waldbach im Gebiet der Gemeinden Gratkorn, Semriach und Stattegg im Bezirk Graz-Umgebung in der Steiermark. Er entspringt im östlichen Grazer Bergland am westlichen Hang des Loregg und mündet von links kommend in den Rötschbach. Der Bach bildet fast auf seiner gesamten Länge die Grenze zwischen den drei Nachbargemeinden.

## Verlauf
Der Rannachbach entsteht als Augrabenbach an einem Waldrand am Westhang des Loreggs, eines nach Westen streichenden Ausläufer des Schöckls, an der Grenze zwischen den Gemeinden Semriach und Stattegg und rund 100 Meter östlich des Bauernhofes Nießbauer auf etwa 755 m ü. A.
Der Bach fließt anfangs durch ein Waldgebiet entlang der Gemeindegrenze relativ gerade nach Südsüdwesten, wobei er nach etwa 370 Metern den Buchhoferweg quert. Rund 710 Meter nach seiner Quelle schwenkt der Augrabenbach in seinen Lauf nach Westen. Etwa 250 Meter nach seiner Kursänderung nimmt der Augrabenbach einen von links kommenden Wasserlauf auf und unterquert anschließend die Leberstraße. Nach dieser Querung wird der Wasserlauf als Rannachbach bezeichnet und schwenkt er in seinem Kurs nach Nordwesten und bildet ab da die Gemeindegrenze zwischen Gratkorn und Semriach. Auf diesen Nordwestkurs bleibt der Bach für etwa 1,1 Kilometer, wobei er entlang der Rannachstraße durch den Rannachgraben fließt. Die Straße quert der Bach auch einmal und nimmt einen von rechts kommenden Wasserlauf auf. Nach der Einmündung des Eichbachs biegt der Rannachbach nach Westen ab, wobei er erneut die Rannachstraße quert. Nach rund 510 Metern auf diesen Kurs schwenkt er rund 80 Meter östlich der Landesstraße L318, der Semriacherstraße, erneut auf einen Südwestkurs, auf dem er auch bis zu seiner Mündung bleibt. Der Rannachbach fließt durch einen Graben, der im Oberlauf von Ausläufern des Loreggs und im Mittel- und Unterlauf im Norden vom Eichberges und im Süden von der Hohen Rannach gebildet wird.
Nach fast 2,9 Kilometer langem Lauf mündet der Bach mit einem mittleren Sohlgefälle von rund 91 ‰ etwa 259 Höhenmeter unterhalb seines Ursprungs an der Gemeindegrenze von Gratkorn und Semriach, etwa 130 Meter östlich des Bauernhofes Schmoll und rund 90 Meter östlich der Landesstraße L318 in den Rötschbach.
Auf seinem Lauf nimmt der Rannachbach neben den Eichbach noch zwei weitere unbenannte Wasserläufe auf.